# Michael-Christfried Winkler
Michael-Christfried Winkler (* 18. März 1946 in Gerstewitz bei Weißenfels) ist ein deutscher Komponist, Organist, Dirigent und Hochschullehrer.
Winkler studierte evangelische Kirchenmusik mit Hauptfach Orgel in Halle, Leipzig und Prag. Von 1970 bis 1982 war er Kantor und Organist in Köthen. Im Jahr 1980 wurde er zum Kirchenmusikdirektor und 1983 zum Kreuzorganisten in Dresden ernannt. Neben dem gottesdienstlichen Orgelspiel und den Kreuzchorvespern gab er in der Kreuzkirche regelmäßig Orgelkonzerte. Winklers Orgelspiel ist auf zahlreichen Platten- und CD-Aufnahmen zu hören.
Winkler lehrte an der Hochschule für Kirchenmusik Dresden, am Musikwissenschaftlichen Institut der TU Dresden und bis zu seinem Ruhestand im Juni 2001 an der Hochschule für Musik Dresden. 2002 wurde Winkler durch den Freistaat Sachsen zum Professor ehrenhalber ernannt.
1994 wurde Michael-Christfried Winkler mit dem Kunstpreis der Landeshauptstadt Dresden ausgezeichnet.